# Corgatha bipunctata
Corgatha bipunctata är en fjärilsart som beskrevs av George Thomas Bethune-Baker 1906. Corgatha bipunctata ingår i släktet Corgatha och familjen nattflyn. Inga underarter finns listade i Catalogue of Life.